# Mochrum Loch
Mochrum Loch ist ein Süßwassersee in der traditionellen Grafschaft Wigtownshire in der schottischen Council Area Dumfries and Galloway. Er liegt im Nordwesten der Halbinsel The Machars jeweils rund zwölf Kilometer südöstlich von Glenluce beziehungsweise westlich von Bladnoch.

## Beschreibung
Der See liegt auf einer Höhe von 75 Metern über dem Meeresspiegel. Mochrum Loch weist eine Länge von 2,2 Kilometern bei einer maximalen Breite von 830 Metern auf, woraus sich eine Fläche von 91 Hektar und ein Umfang von zehn Kilometern ergeben.
Am Nordufer des Mochrum Loch mündet der Abfluss des nur 600 Meter westlich gelegenen Castle Loch ein, welcher das Seevolumen von 1.910.888 Kubikmetern speist. Das Einzugsgebiet von Castle Loch beträgt 5,3 km². Der verhältnismäßig flache See besitzt eine durchschnittliche Tiefe von 2,1 Metern und eine maximale Tiefe von 4,1 Metern. Am Nordufer fließt das Water of Malzie ab, das östlich in den Bladnoch mündet, der schließlich in die Wigtown Bay entwässert. In dem See befinden sich mehrere kleine Inseln. Zwischen Castle Loch und Mochrum Loch erstreckt sich das Gargrie Moor.
Nahe dem Abfluss aus Mochrum Loch wurde im späten 15. Jahrhundert das Tower House Old Place of Mochrum errichtet.